# San Mamés (Navarredonda y San Mamés)

San Mamés es una localidad del municipio español de Navarredonda y San Mamés, en la Comunidad de Madrid.

## Localización
La localidad se ubica en la comarca del Valle del Lozoya. Está situada a 1,5 km de distancia de la cabeza del municipio, Navarredonda, y a escasos 7 km de Buitrago del Lozoya, que hace las veces de capital de la comarca. 

## Historia
San Mamés fue la capital del un municipio independiente (véase municipio de San Mamés) hasta 1857, año en el que consta integrado en el municipio de Navarredonda y San Mamés. En 2017 su población ascendía a 71 habitantes según la Población del Padrón Continuo por unidad poblacional del Instituto Nacional de Estadística.